# Giovanni Minoli (Risorgimento)
Giovanni Minoli (Corana, 23 luglio 1847 – Voghera, 4 dicembre 1859) meglio noto come «la piccola vedetta lombarda», è un personaggio del risorgimento italiano ricordato in forma romanzata nel libro Cuore di De Amicis, di cui si è scoperta la reale identità solo nel 2009.

## Biografia
Nato da Carlo Antonio e da Carolina Valle, rimasto orfano in giovane età, ottenne, in cambio di lavoro, vitto e alloggio da un'azienda agricola della campagna di Voghera.
Il 20 maggio 1859, durante le prime fasi della battaglia di Montebello, Minoli salì in cima a un pioppo, posto nelle vicinanze della cascina Scortica ove abitava, allo scopo di fornire informazioni ad un reparto di cavalleggeri dell'esercito sardo in avanscoperta, circa la possibile presenza di reparti austriaci.
Dopo che ebbe comunicato la posizione delle truppe nemiche, il ragazzo fu individuato da queste ultime e centrato al petto da un colpo di fucile austriaco.
Il reparto di cavalleria fece immediato ritorno a Voghera, dov'era insediato il quartier generale franco-sardo del generale Forey, per riferire l'accaduto e accompagnare Minoli in ospedale.
La grave ferita al polmone e la pochezza delle tecniche mediche del tempo, portarono Minoli alla morte dopo sei mesi di sofferenze, nel dicembre 1859, fino all'ultimo giorno vegliato da soldati piemontesi e francesi.

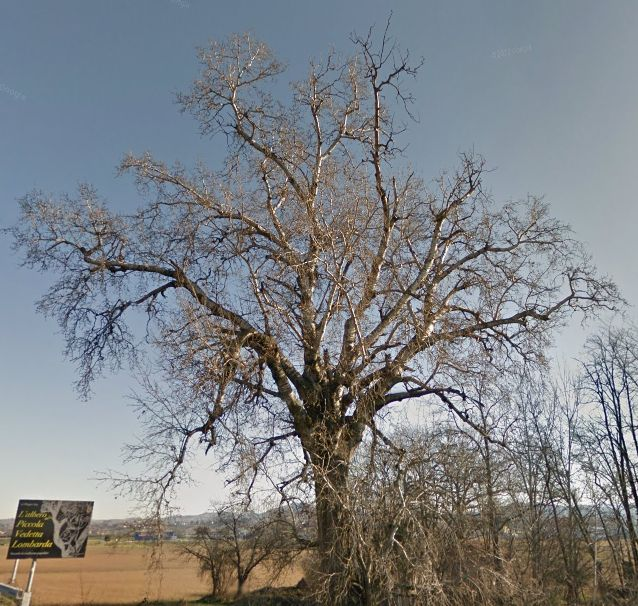
Il pioppo originale

La vicenda venne raccontata dallo scrittore Edmondo De Amicis, con alcune varianti (nel romanzo il ragazzo muore quasi subito mentre nella realtà morì dopo qualche mese; inoltre si legge di un frassino mentre nella realtà si trattava di un pioppo), nel libro Cuore e divenne celeberrima, ma fu sempre considerata come frutto della fantasia del romanziere, generato nel quadro dell'imperante retorica risorgimentale che, in quegli anni, pervadeva la letteratura italiana.
Nel 2009 gli storici Fabrizio Bernini e Daniele Salerno hanno portato a termine e pubblicato una minuziosa ricostruzione del fatto, basata sui documenti d'archivio dell'epoca, che conferma la reale esistenza di Giovanni Minoli e la sua tragica fine.
Il pioppo è tuttora esistente.